# Illusionernes by
Illusionernes by (originaltitel The Bad and the Beautiful) er en amerikansk melodramafilm fra 1952, instrueret af Vincente Minnelli. I hovedrollerne ses Kirk Douglas, Lana Turner, Walter Pidgeon, Dick Powell og Barry Sullivan. Manuskriptet blev skrevet af Charles Schnee og er baseret på en historie af George Bradshaw.
Filmen, der fortæller historien om en filmproducer, der bruger folk omkring ham, blev en stor succes og indbragte adskillige priser, herunder fem oscars; den var dog ikke nomineret som bedste film og er til dato den film, der har vundet flest oscars uden at være nomineret i den kategori.

## Handling
I filmens rammehistorie møder man tre Hollywood-filmfolk, instruktøren Fred Amiel (Barry Sullivan), skuespilleren Georgia Lorrison (Lana Turner) og manuskriptforfatteren James Lee Bartlow (Dick Powell), der hver især får et telefonopkald fra Paris fra Jonathan Shields (Kirk Douglas), som de dog alle nægter at tale med. Produceren Harry Pebbel (Walter Pidgeon) samler de tre på sit kontor og beder dem om at hjælpe Shields. Inden Pebbel igen får fat i Shields, ridses de tre fremmødtes forhistorie med Shields op, én for én.
Fred Amiel er den, der har kendt Shields længst tid. Han mødte ham første gang til Shields' fars begravelse. Shields' far var filmproducer af den gamle skole, der ved sin død var blevet så upopulær, at Jonathan er nødt til at hyre statister for at få begravelsen til at se ud af noget. Den unge instruktørassistent Fred Amiel er en af disse, og han falder efterfølgende i snak med Jonathan, hvor han finder ud af, at den unge Shields vil være producer som sin far og nå til tops i Hollywood, koste hvad det vil. De to bliver venner og Amiel og Shields søger lykken sammen i filmbyen.
De hænger ud med nogle af filmfolkene, og på et tidspunkt taber Shields en hel del penge i poker til den etablerede producer Harry Pebbel. Da han ikke kan betale gælden, overtaler han Pebbel til at lade ham (og Amiel) få job på Pebbels filmselskab. Her lærer de to filmhåndværket ved at lave en stribe B-film, indtil Amiel beslutter sig for at satse på et projekt, han har haft i skuffen længe. Shields sørger for at få studiet til at lave filmen, men samtidig tager han æren for projektet, og under forhandlingerne ofrer han Amiel, så det bliver en etableret filminstruktør, der laver filmen.
Inden de to bliver uvenner, har de sammen tilfældigt mødt Georgia Lorrison, der er datter af en nu afdød stjerneskuespiller, som Shields via sin far også kendte og beundrede. Forbindelsen fastholdes ikke, men nogle år efter bruddet med Amiel, møder Shields, der nu er en succesfuld producer, igen Georgia, der nu hutler sig igennem som statist. Shields beslutter sig for at give hende en chance i en stor rolle og arbejder på at bygge hendes selvtillid op (hun er desillusioneret og fordrukken). Da hun er ved at gå i hundene, lige inden indspilningen begynder, lader Shields hende tro, at han er forelsket i hende, og hun bliver forelsket i ham og gennemfører indspilningerne. På premiereaftenen får hun den ventede succes, men Shields er ikke med til festen. Georgia opsøger ham, men opdager nu, at hans forelskelse i hende bare var på skrømt; han havde brug for hende som stjerne, ikke som elsker, og han er nu sammen med en statist fra filmen.
Den sidste af Shields' tidligere samarbejdspartnere er James Lee Bartlow, der i begyndelsen er professor ved et universitet i sydstaterne, hvor han lever et godt liv med sin lidt naive kone, Rosemary (Gloria Grahame). Han har skrevet en roman, der er blevet en bestseller til Rosemarys store begejstring, og han får en opringning fra Shields i Hollywood, der er interesseret i at filmatisere bogen. Bartlow er noget skeptisk, men bliver alligevel lokket til filmbyen sammen med sin kone, der er meget begejstret for oplevelsen, ikke mindst da hun finder ud af, at de får et hus nabo til stjernen Georgia Lorrison. Shields vil have Bartlow til at skrive filmmanuskriptet, hvilket han også godt vil, men han distraheres hele tiden af Rosemary, så han ikke har arbejdsro. Shields arrangerer så, at han og Bartlow alene tager af sted til en hytte, mens han overtaler en af sine skuespillere, Gaucho, til at underholde Rosemary imens. Planen lykkes, og Bartlow skriver løs med støtte fra Shields. På vejen hjem undrer Bartlow sig over, at Rosemary slet ikke har forsøgt at kontakte ham, men da de stopper, ser han i en avis, at Gaucho er styrtet ned med sit fly og er omkommet sammen med en kvinde, som viser sig at være Rosemary. De har tilsyneladende været ved at rejse væk sammen. Bartlow sørger, men Shields overtaler ham til at glemme sorgen ved arbejde, og snart er man klar til at indspille hans roman. Efter kort tid bliver Shields uenig med instruktøren og vælger selv at overtage arbejdet. Tilsyneladende går det godt, men da filmen er færdig, indser Shields, at filmen ikke er god nok og skrinlægger den med det resultat, at filmselskabet går fallit. Bartlow søger at støtte Shields i denne svære tid, men så kommer Shields til at afsløre, at han havde arrangeret, at Gaucho skulle underholde Rosemary, da de styrtede ned, og Bartlow forlader derpå Shields i vrede.
Efter at de tre historier er fortalt, får Harry Pebbel kontakt til Shields, der nu er klar til at arbejde sig op fra bunden igen og til det vil have sine tre tidligere kompagnoner, der nu alle er på toppen af deres karrierer, med. Trods Pebbels bønner nægter de igen at tale med Shields i telefonen og forlader kontoret, mens Shields med entusiasme fortæller Pebbel som sine planer. Uden for kontoret vælger de alligevel i smug at tage en anden telefon for at høre med på samtalen, og de bliver efterhånden også mere interesserede.

## Medvirkende
| Actor          | Role                                                       |
| -------------- | ---------------------------------------------------------- |
| Lana Turner    | Georgia Lorrison (skuespiller)                             |
| Kirk Douglas   | Jonathan Shields (producer)                                |
| Walter Pidgeon | Harry Pebbel (producer/regnskabsmand)                      |
| Dick Powell    | James Lee Bartlow (manuskriptforfatter)                    |
| Barry Sullivan | Fred Amiel (instruktør)                                    |
| Gloria Grahame | Rosemary Bartlow (James' hustru, lidt naiv sydstatskvinde) |
| Gilbert Roland | Victor "Gaucho" Ribera (skuespiller)                       |
| Leo G. Carroll | Henry Whitfield (engelsk instruktør)                       |
| Vanessa Brown  | Kay Amiel (Freds hustru)                                   |
| Paul Stewart   | Syd Murphy (Shields presseagent)                           |
| Sammy White    | Gus (Lorrisons agent)                                      |
| Elaine Stewart | Lila (statist)                                             |
| Ivan Triesault | Von Ellstein (instruktør)                                  |

Der har været megen diskussion om, hvilke virkelige personer filmen handler om. Jonathan Shields menes at være en blanding af David O. Selznick, Orson Welles og Val Lewton. Således er en af de B-film, som Amiel og Shields laver, tydeligvis inspireret af Lewtons Cat People fra 1942. Georgia Lorrison, der i filmen er datter af en stor, afdød stjerne, kunne være Diana Barrymore, hvis karriere på samme måde tog fart efter faderen, John Barrymores død. Skuespilleren "Gaucho" Ribera er næsten en parodi på Gilbert Roland, der spiller ham, mens den besværlige engelske instruktør Leo G. Carroll er modelleret over Alfred Hitchcock. Endelig er det foreslået, at James Lee Bartlow kan være bygget over forfattere som William Faulkner og F. Scott Fitzgerald – sidstnævnte var også gift med en sydstatskvinde, der ligeledes omkom (dog ikke ved et flystyrt).

## Priser
Filmen udløste fire oscars:
- Oscar for bedste kvindelige birolle – Gloria Grahame
- Oscar for bedste fotografering (sort-hvid) – Robert Surtees
- Oscar for bedste filmatisering – Charles Schnee
- Oscar for bedste scenografi (sort-hvid) – Cedric Gibbons og Edward Carfagno (art direction) samt Edwin B. Willis og Keogh Gleason